# Close Combat (sê-ri trò chơi)
Close Combat là tên gọi dòng game chiến thuật thời gian thực (RTT) của hãng Atomic Games. Trong các bản Close Combat, người chơi nắm quyền điều khiển một đơn vị nhỏ (cỡ trung đội hoặc đại đội) trong quân đội và dẫn dắt họ qua các trận đánh Thế chiến II theo kiểu góc nhìn từ trên xuống dưới dạng 2D.

## Lịch sử
Close Combat được phát triển như là một phiên bản game vi tính của hãng Avalon Hill là board game mang tựa đề Advanced Squad Leader (ASL). Nhà tư vấn chính cho mô hình tinh thần là tiến sĩ Steven Silver, một chuyên gia về chấn thương liên quan đến chiến đấu. Atomic Games đã phát triển một số trò chơi dành cho Avalon Hill như là Operation Crusader và Stalingrad. Tuy vậy, khi Avalon Hill bị vướng vào một cuộc khủng hoảng tài chính mà cuối cùng sẽ dẫn đến sự sụp đổ của nó, Atomic Games đã đánh mất những gì họ đã hoàn thành, các mối quan hệ bị cắt đứt với dòng board game nhượng quyền thương mại và hoàn thành quá trình phát triển của trò chơi dành cho Microsoft. Ba bản Close Combat đầu tiên dược lưu tâm tới vì vào thời điểm đó là một trong số ít những game được Microsoft phát hành. Hai phiên bản cuối cùng trong dòng game nguyên gốc thế nhưng lại được phát hành bởi hãng Strategic Simulations, Inc (SSI).
Close Combat I và II đã được phân phát cho cả Microsoft Windows và Apple Mac OS. Các phiên bản về sau đã được phát hành duy nhất cho Microsoft Windows. Năm 2005, Atomic Games được hãng Destineer mua lại. Destineer đã cấp phép tựa game này cho Matrix Games để phát triển thêm ba phiên bản Combat Close. Matrix Games đã thuê CSO Simtek lần đầu tiên và sau này là Strategy 3 Tactics đảm trách việc phát triển các tựa game này.
Năm phiên bản gốc của Combat Close đều thuộc thể loại wargame chiến thuật thời gian thực (RTT), với một góc nhìn từ trên xuống và khả năng chơi hai người. Mỗi bản đều lấy bối cảnh tại một chiến trường châu Âu khác nhau trong cuộc Chiến tranh thế giới thứ hai. Từng phiên bản bao gồm một hỗn hợp các đơn vị bộ binh và thiết giáp, trong khi các bản về sau còn bổ sung thêm pháo, súng cối và không yểm. Mặc dù được thể hiện dưới một góc nhìn từ trên xuống, các bản về sau đã mô phỏng độ cao địa hình, cùng các công trình có nhiều tầng và hai bên có thể xem được. Những giai điệu tổng thể nhấn mạnh đến chủ nghĩa hiện thực, và mô hình hóa các trạng thái cảm xúc hay thể chất của các binh sĩ và trang thiết bị bao gồm, hoảng sợ, bối rối, hăng hái, bất lực, bồn chồn và nhiều thứ khác nữa.

### Phiên bản
| Năm    | Game                                 | Nền tảng                     | Chú thích |
| ------ | ------------------------------------ | ---------------------------- | --- |
| 1996   | Close Combat                         | Windows, Mac OS              | Phiên bản Close Combat đầu tiên được phát hành. Lấy bối cảnh trong Chiến dịch Cobra                                                     |
| 1997   | Close Combat II: A Bridge Too Far    | Windows, Mac OS              | Lấy bối cảnh trong Chiến dịch Market Garden                                                                                             |
| 1998   | Close Combat III: The Russian Front  | Windows                      | Lấy bối cảnh toàn bộ Mặt trận phía Đông (1941-1945)                                                                                     |
| 1999   | Close Combat Trilogy                 | Windows, Mac OS              | Hợp tuyển ba phiên bản Close Combat đầu tiên                                                                                            |
| 1999   | Close Combat IV: Battle of the Bulge | Windows                      | Lấy bối cảnh trong Trận đánh Bulge |
| 2000   | Close Combat V: Invasion Normandy    | Windows                      | Lấy bối cảnh trong Chiến dịch Overlord                                                                                                  |
| 2004   | Close Combat: Marines                | Windows                      | Phiên bản Close Combat thời hiện đại đầu tiên. Chỉ dành cho các thành viên của USMC                                                     |
| 2004   | The Road to Baghdad                  | Windows                      | Phiên bản Close Combat thời hiện đại đầu tiên được thương mại hóa                                                                       |
| 2005   | Close Combat: First to Fight         | Xbox, Windows, Mac OS X, Wii | Đây là phiên bản đầu tiên và duy nhất thuộc thể loại bắn súng góc nhìn thứ nhất.                                                        |
| Hủy bỏ | Close Combat: Red Phoenix            | Windows, Xbox                | Dựa theo cuốn tiểu thuyết Red Phoenix của nhà văn Larry Bond. Dự kiến phát hành vào Q4 năm 2005 nhưng đã bị hủy bỏ                      |
| 2006   | Close Combat: RAF Regiment           | Windows                      | Phiên bản Close Combat thời hiện đại. Chỉ dành cho các thành viên của RAF                                                               |
| 2007   | Close Combat: Cross of Iron          | Windows                      | Remake của The Russian Front |
| 2007   | Close Combat: Modern Tactics         | Windows                      | Remake của Marines và là phiên bản Close Combat thời hiện đại cuối cùng được thương mại hóa                                             |
| 2008   | Close Combat: Wacht am Rhein         | Windows                      | Remake của Battle of the Bulge |
| 2009   | Close Combat: The Longest Day        | Windows                      | Remake của Invasion Normandy |
| 2010   | Close Combat: Last Stand Arnhem      | Windows                      | Bản không remake đầu tiên của Matrix. Lấy bối cảnh trong Chiến dịch Market Garden                                                       |
| 2012   | Close Combat: Panthers in the Fog    | Windows                      | Phiên bản đầu tiên có đồ họa 32-bit. Lấy bối cảnh trong Chiến dịch Luttich                                                              |
| 2014   | Close Combat: Gateway to Caen        | Windows                      | Lần phát hành đầu tiên trên Steam. Lấy bối cảnh trong Chiến dịch Epsom                                                                  |
| TBD    | Close Combat: The Bloody First       | Windows                      | Tựa game sắp tới. Phiên bản 3D đầu tiên trong dòng game. Lấy bối cảnh trong Chiến dịch Tunisia, Chiến dịch Husky và Chiến dịch Overlord |

## Đổi mới
Có nhiều đổi mới trong dòng game Close Combat so với các tựa game trước, trong đó kết hợp để làm cho Close Combat trở nên thực tế hơn so với hầu hết game chiến thuật thời gian thực (RTT) và chiến lược thời gian thực (RTS): 
- Trạng thái tinh thần (Mental condition): Close Combat sử dụng một mô hình tâm lý (tinh thần) cho mỗi cá nhân người lính. Tinh thần của binh sĩ sẽ bị ảnh hưởng bởi các yếu tố như ở gần sĩ quan, được các đơn vị khác yểm trợ, bị bắn hạ, chịu thương vong, và bị bỏ lại mà không có lệnh. Quân đội sẽ ổn định khi họ không gặp nguy hiểm; Co rúm lại khi bị bởi hỏa lực của địch ghìm chặt; hoặc hoảng sợ khi bị xác đồng đội đã chết bao quanh, bị thương hoặc nằm gần súng phun lửa của kẻ thù. Việc sử dụng một mô hình tâm lý giúp người chơi thực hiện những chiến thuật nhất định, khá phổ biến trong các game RTS khi các đơn vị quân sẽ thực hiện theo lệnh chiến đấu đến chết, điều khó xảy ra trong Close Combat. Ví dụ, nỗ lực "tấn công ồ ạt" trong Close Combat sẽ khiến các đơn vị quân tìm chỗ núp, từ chối tuân lệnh hoặc thậm chí đào ngũ.
- Kinh nghiệm (Experience): Trong Close Combat, các đơn vị quân dự bị hoặc lính mới được thay thế sẽ khai hỏa và di chuyển chậm hơn và khả năng tâm lý kém hơn. Chính vì điều này, họ khó mà đương đầu nổi với đội quân kỳ cựu. Không giống như hầu hết các game RTS khi mà tất cả quân đội đều tuân theo một kiểu hành động cụ thể tương tự.
- Cấp độ đạn dược (Ammunition levels): Trò chơi cũng đã mô hình hóa số lượng đạn dược mỗi đơn vị sở hữu. Binh lính trong khi chiến đấu sẽ mau chóng hết đạn. Khi hết đạn họ sẽ đổi sang chiến đấu bằng lưỡi lê, hoặc đầu hàng bất kỳ kẻ thù nào tới tiếp cận họ, mặc dù họ cũng có thể vơ vét vũ khí hay đạn dược từ xác đồng đội và kẻ thù. Điều này trái ngược với hầu hết các game RTS, khi mà các đơn vị quân có nguồn cung cấp đạn dược không giới hạn.
- Vơ vét (Scavenging): Bắt đầu từ phần thứ ba trong dòng game này, binh lính xài hết đạn có thể di chuyển vào vùng lân cận gần xác đồng đội đã chết để lấy đạn dược. Nếu chẳng còn đạn dược nào có mặt tại thời điểm mà họ tiếp nhận bất cứ thứ vũ khí nào từ xác lính đã chết. Vũ khí của đối phương có thể được chọn là tốt. Tuy nhiên đạn dược kẻ thù không thể vơ vét của chính nó.
- Trạng thái vật lý (Physical state): Trong Close Combat, binh lính có thể khỏe mạnh (Healthy) hay là bị thương (Injured) do hỏa lực địch (trong trường hợp đó họ sẽ di chuyển và bắn chậm hơn); mất khả năng (Incapacitated) nếu hỏa lực của kẻ địch gây ra khiến cho người lính không thể chiến đấu được nữa và cuối cùng là đón nhận lấy cái chết (Dead). Điều này trái ngược với hầu hết các trò chơi RTS, là các đơn vị quân chiến đấu và di chuyển bất kể sự gần gũi của họ cho đến chết.
- Sức chịu đựng (Stamina): Trong Close Combat, binh lính có thể được nghỉ ngơi (Rested); phục hồi lại sức lực (Winded), trong trường hợp đó họ sẽ di chuyển từ từ cho đến khi được nghỉ ngơi một lần nữa; và tình trạng mệt mỏi (Fatigued) sau khi gắng sức kéo dài, làm cho phần còn lại của cuộc chiến bị kéo dài. Điều này trái ngược với hầu hết các game RTS, là các đơn vị quân không có dấu hiệu kiệt sức.